# Martin Jacobson
Martin Jacobson (30 giugno 1987) è un giocatore di poker svedese, vincitore del Main Event delle WSOP 2014.

## Carriera
Il suo primo piazzamento a premi alle WSOP è nell'edizione 2009, in cui ha centrato il tavolo finale dell'evento 34 ($ 1.500 No-Limit Hold'em), conseguendo l'8º posto finale. Fino all'edizione 2013 delle WSOP aveva centrato 13 piazzamenti a premi tra WSOP e WSOPE.
Dopo altri 2 piazzamenti alle WSOP 2014, è entrato nella storia grazie alla vittoria nel Main Event proprio nel 2014. Ha avuto la meglio del danese Felix Stephensen, sconfiggendolo alla 35ª mano dell'heads-up finale: i suoi 10♥ 10♦ hanno prevalso su A♥ 9♥ del rivale. La vittoria gli ha fruttato la vincita di 10000000 $.